# Germanus z Grandvalu
Svatý Germanus z Grandvalu (612? Trevír - 675 nedaleko Moutier, kanton Bern) byl franský mnich a první opat v opatství Moutier-Grandval.
Pocházel z rodiny senátora v Trevíru. Mnichem se stal v klášteře Remiremont poblíž Met, později působil v opatství Luxeuil. Když byl kolem roku 640 založen klášter Moutier-Grandval, opat Waldebert z Luxeuilu ho pověřil vedením kláštera, ve kterém Germanus působil 35 let.
Podle legendy si v roce 675 chtěl vévoda Eticho podmanit oblast kolem Delémontu. Germanus a Randoald se s ním setkali na jednáních jihozápadně od Delémontu. Po jednání byl Germanus i Randoald na zpáteční cestě zabit vévodovými příznivci.
Jeho svátek je slaven 21. února. Jeho biskupská berla je jednou z nejstarších dochovaných artefaktů. Je uložena v Musée jurassien d'art et d'histoire v Delémontu.